# LGV Delhi – Ahmedabad
 (décembre 2021).
Si vous disposez d'ouvrages ou d'articles de référence ou si vous connaissez des sites web de qualité traitant du thème abordé ici, merci de compléter l'article en donnant les références utiles à sa vérifiabilité et en les liant à la section « Notes et références ».
 (2024).
 (décembre 2021).
La LGV Delhi – Ahmedabad est une ligne à grande vitesse actuellement en projet en Inde. D'une longueur de 886 km, elle doit relier Delhi à Ahmedabad.